# 圣保古吕 (米开朗基罗)

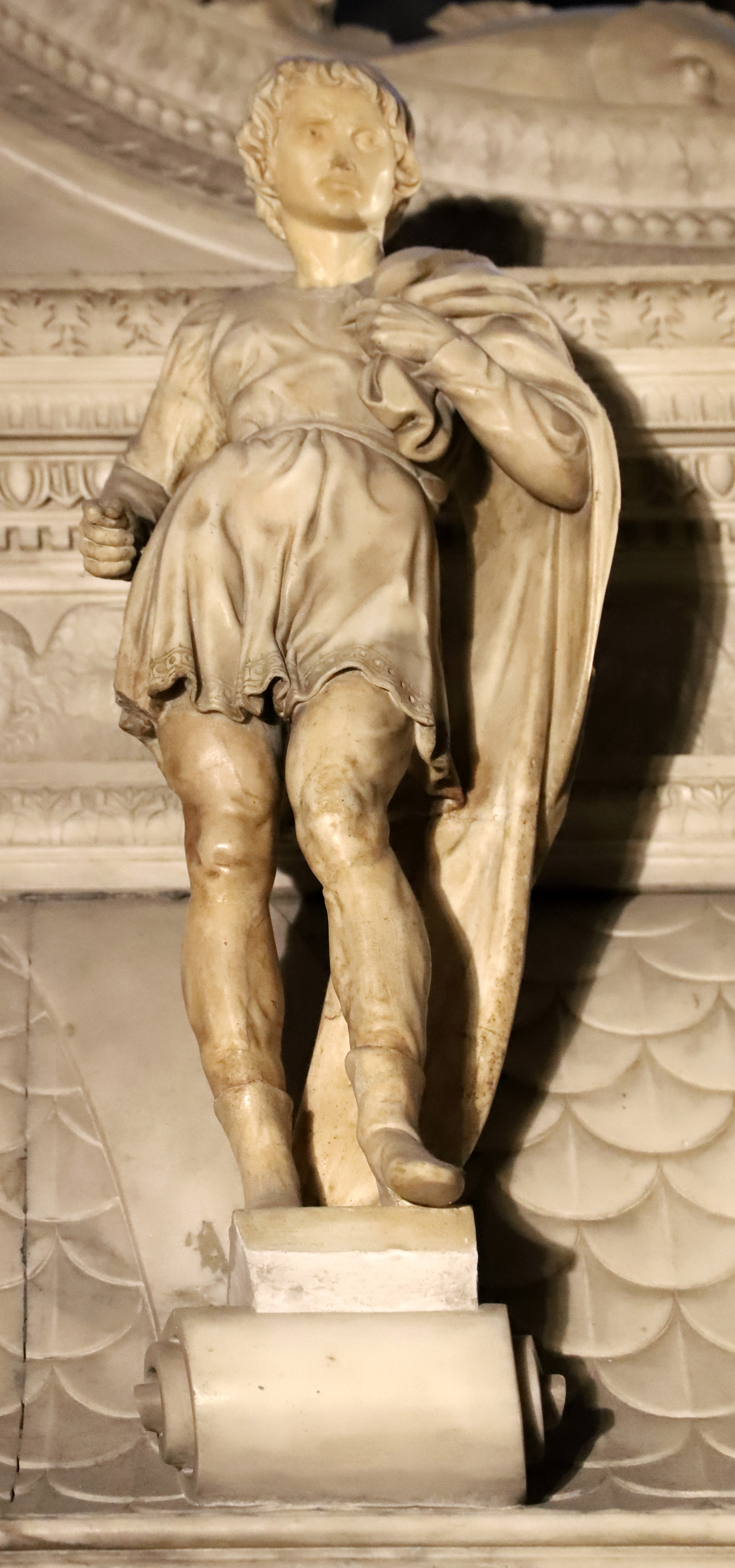

圣保古吕（St. Proclus）是意大利文艺复兴大师米开朗基罗的一件大理石雕塑，创作于1494–1495年。它位于意大利博洛尼亚的圣多明我圣殿内。它的高度为58.5 厘米，描绘的是公元3世纪末博洛尼亚的一位殉道圣人圣保古吕。
虽然这件作品尺度不大，然而其生动的表情和肢体的旋动姿态，预告了作者未来更具野心的雕塑作品，如《大衛像》。
1. ↑  威廉华莱士：《米开朗基罗雕塑绘画建筑作品全集》，41页